# Cladonota atratus
Cladonota atratus är en insektsart som beskrevs av Fonseca. Cladonota atratus ingår i släktet Cladonota och familjen hornstritar. Inga underarter finns listade i Catalogue of Life.